# 路孟達
路孟達，字希輿，號竹君，贵州畢節人，清朝政治人物、同進士出身。路元升曾孫。
嘉慶十九年（1814年）甲戌科進士，三甲五十名，官山西榆次知縣。子路璋、路璜及孫路朝霖皆科第。